# Jacques III de Hornes
Jacques III de Hornes, né vers 1480 et mort le 15 août 1531 à Vercelli, est le troisième comte de Hornes de 1502 jusqu'à sa mort.

## Biographie
Il est le fils de Jacques II de Hornes et Jeanne de Bruges, une fille de Louis de Gruuthuse.
Il hérite du comté de Horn et des autres propriétés de la famille qui lui sont liées (Altena, Weert, Neederweert, Kortessem, Wessem, Cranendonck) en tant que comte héréditaire jusqu'en 1530.
En 1505, en raison de son importance pour le gouvernement des Pays-Bas des Habsbourg, il est admis à l'Ordre de la Toison d'or.
Jacques se marie successivement:
- avec Marguerite de Croÿ († 1514), fille de Philippe Ier de Croÿ, comte de Chimay, en 1501
- avec Claudine Bâtarde de Savoie († 1528), fille illégitime de Philippe II de Savoie et de Bona di Romagnano, en 1514
- avec Anne de Bourgogne († 1551), âgée de quatorze ans (née le 3 avril 1516), fille d'Adolphe de Bourgogne. Elle a survécu à Jacques pendant 20 ans; en 1555, elle épousa en secondes noces Jean V de Hénin, 1er comte de Boussu, seigneur de Gammerages, chevalier de l'ordre de la Toison d'or, et mourut le 25 mars 1551.

Aucun de ces mariages n'a donné d'héritier.
Jacques tombe devant Verceil le 7 août 1531, et le comté passe à son frère Jean de Hornes (1480-1540).

## Sources
- Nieuw Nederlandsch Biografisch Woordenboek, vol. 9
- Detlev Schwennicke, Europäische Stammtafeln. Band XVIII, 1998, Tafel 63